# Jeux de l'Extrême-Orient
Les Jeux de l’Extrême-Orient (Far Eastern Championship Games puis Far Eastern Games) étaient une compétition multisports à laquelle participaient des pays de l'Asie de l'Est et du Sud-est. Dix éditions eurent lieu tous les deux ans, puis quatre ans, de 1913 à 1934 ; une onzième fut annulée alors qu'elle devait se dérouler à Osaka, au Japon, en 1938.

## Historique
En 1912, E.S. Brown, président de la Philippine Athletic Association and Manila Carnival Games propose l’idée de « Jeux olympiques extrême-orientaux » à la Chine et au Japon. William Cameron Forbes, gouverneur général des Philippines et président de la Philippine Amateur Athletic Association de 1911 à 1913, crée en 1913 une Association olympique extrême-orientale.
Forbes déclare les premiers Jeux de l’Extrême-Orient ouvert le 4 février 1913 aux Carnival Grounds de Manille, aux Philippines, sous le nom de Far Eastern Championship Games.
En 1915, les Jeux prennent le nom Far Eastern Games et l’organisateur celui de Far Eastern Athletic Association. Ils ont lieu tous les deux ans jusqu'en 1927. La Première Guerre mondiale, où les combats se déroule exclusivement en Europe, au Moyen-Orient ainsi que dans quelques colonies d'Afrique n'interrompt pas la compétition.  Le Japon organise les 9e Jeux en 1930, puis l'Association adopte un calendrier quadriennal. 
Au cours des éditions, participent des sportifs des pays suivants : les Philippines, la Chine, le Japon, l'Inde britannique et les Indes orientales néerlandaises. Le Siam et l'Indochine française furent invités occasionnellement mais déclinèrent à chaque fois. Le faible nombre de nations participantes s'explique par le fait que bon nombre des pays d'aujourd'hui, étaient encore des colonies au début du XXe siècle. La Corée et Taïwan étaient japonais, la Mongolie appartenait à la Chine (jusqu'en 1924) et l'Asie du Sud-Est était partagée entre français, britanniques et néerlandais.
À partir de 1931, les relations entre les représentants chinois, japonais et philippins se tendent sur l’admission du Mandchoukouo, État satellite du Japon. À la suite de l’invasion de la Chine par le Japon et du début de la guerre sino-japonaise en 1937, les jeux prévus en 1938 furent annulés. En 1940, le Japon organise des Jeux de l'Asie de l'Est, accueillant uniquement des athlètes de la sphère de coprospérité japonaise.
À l'issue de la guerre, une nouvelle compétition est organisée, les Jeux asiatiques regroupant cette fois-ci tous les pays du continent (la Chine continentale et communiste ne participera pas avant 1974), puis en 1959 les Jeux d'Asie du Sud-Est. À partir de 1993, les Jeux de l'Asie de l'Est regroupent approximativement les pays appartenant géographiquement à l'Extrême-Orient dans sa définition la plus restreinte (les contours de cette zone restant subjectives).

## Éditions

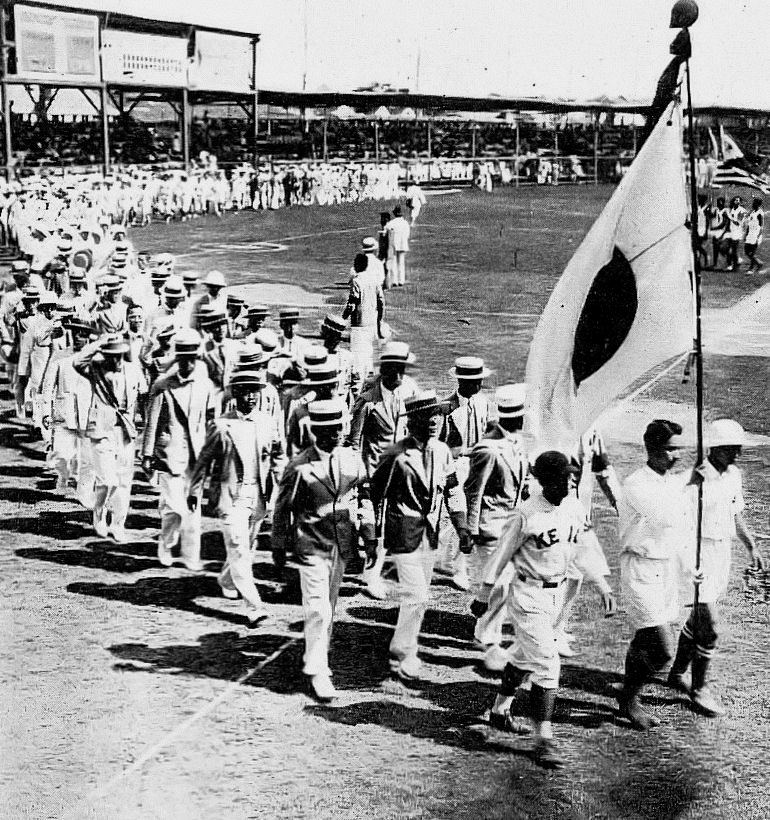
Délégation japonaise lors de la cérémonie d'ouverture de 1927 à Shanghai.

| Jeux | Année | Pays hôte                                                                          | Date                                                                               | Nations                                                                            | Sports                                                                             |
| ---- | ----- | ---------------------------------------------------------------------------------- | ---------------------------------------------------------------------------------- | ---------------------------------------------------------------------------------- | ---------------------------------------------------------------------------------- |
| I    | 1913  | Manille, Philippines (sous contrôle des États-Unis)                                | 3-7 février                                                                        | 3                                                                                  | 8                                                                                  |
| II   | 1915  | Shanghai, Chine                                                                    | 15-21 mai                                                                          | 3                                                                                  | 9                                                                                  |
| III  | 1917  | Tokyo, Japon                                                                       | 8-12 mai                                                                           | 3                                                                                  | 8                                                                                  |
| IV   | 1919  | Manille, Philippines (sous contrôle des États-Unis)                                | 12-16 mai                                                                          | 3                                                                                  | 8                                                                                  |
| V    | 1921  | Shanghai, Chine                                                                    | 30 mai - 3 juin                                                                    | 3                                                                                  | 8                                                                                  |
| VI   | 1923  | Osaka, Japon                                                                       | 21-25 mai                                                                          | 3                                                                                  | 8                                                                                  |
| VII  | 1925  | Manille, Philippines (sous contrôle des États-Unis)                                | 17-22 mai                                                                          | 4                                                                                  | 8                                                                                  |
| VIII | 1927  | Shanghai, Chine                                                                    | 28-31 août                                                                         | 3                                                                                  | 8                                                                                  |
| IX   | 1930  | Tokyo, Japon                                                                       | 24-27 mai                                                                          | 4                                                                                  | 8                                                                                  |
| X    | 1934  | Manille, Philippines (sous contrôle des États-Unis)                                | 16-20 mai                                                                          | 4                                                                                  | 8                                                                                  |
| XI   | 1938  | Jeux attribués à Osaka, Japon. Annulés à cause de la seconde guerre sino-japonaise | Jeux attribués à Osaka, Japon. Annulés à cause de la seconde guerre sino-japonaise | Jeux attribués à Osaka, Japon. Annulés à cause de la seconde guerre sino-japonaise | Jeux attribués à Osaka, Japon. Annulés à cause de la seconde guerre sino-japonaise |

## Disciplines au programme

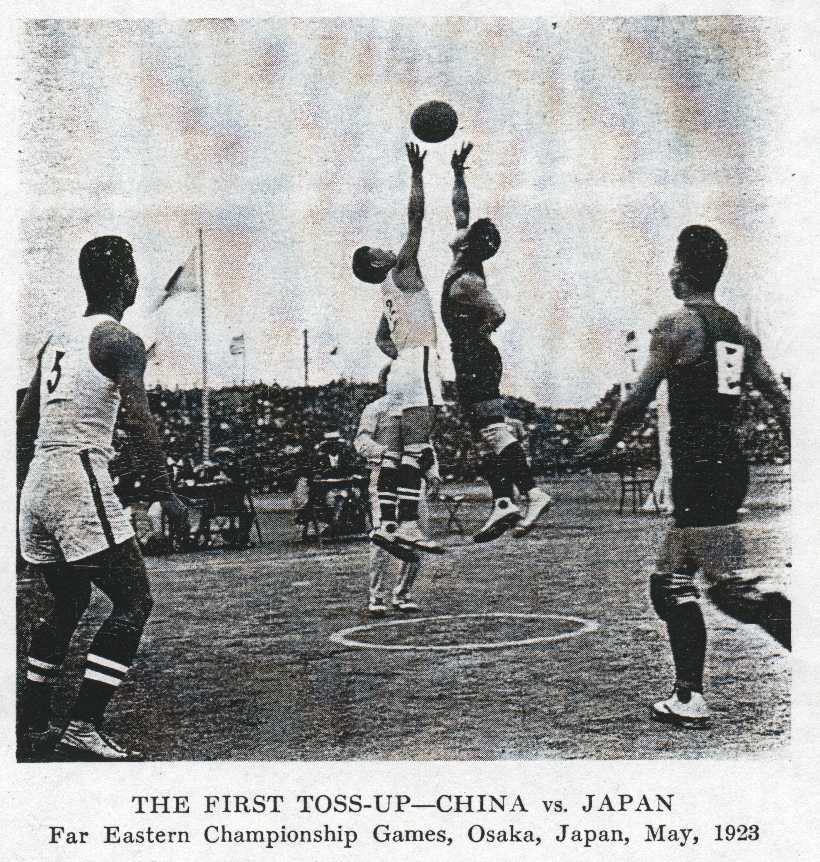
Basket-ball aux Jeux de l'Extrême-Orient, 1923, Osaka

- Athlétisme
- Baseball
- Basket-ball
- Cyclisme
- Football
- Natation
- Plongeon
- Tennis
- Volley-ball